# Alex Hirsch
Alex Hirsch (ur. 18 czerwca 1985 w Piedmont) – amerykański animator, aktor głosowy i scenarzysta; twórca serialu Wodogrzmoty Małe.

## Filmografia

### Film
| Rok  | Tytuł                             |
| ---- | --------------------------------- |
| 2006 | Off the Wall                      |
| 2006 | Imaginary Friend                  |
| 2018 | Spider-Man: Into the Spider-Verse |
| 2019 | The Angry Birds Movie 2           |

### Telewizja
| Rok       | Tytuł                                   |
| --------- | --------------------------------------- |
| 2008–2009 | The Marvelous Misadventures of Flapjack |
| 2010–2014 | Fish Hooks                              |
| 2012–2016 | Gravity Falls                           |
| 2013      | Phineas and Ferb                        |
| 2015      | Rick and Morty                          |
| 2016      | Wander Over Yonder                      |
| 2018      | Star vs. the Forces of Evil             |
| 2018      | We Bare Bears                           |
| 2019      | Big City Greens                         |
| 2020–2023 | The Owl House                           |
| 2020      | Amphibia                                |

### Gry wideo
| Rok  | Tytuł                                |
| ---- | ------------------------------------ |
| 2014 | Disney Infinity: Marvel Super Heroes |
| 2015 | Disney Infinity 3.0                  |